# Шибљак
Шибљак је српски народни назив за било коју густу жбунасту вегетацију (синоним за шикару). У ботанику је, међутим, Лујо Адамовић увео овај назив да би означио природне жбунасте заједнице субмедитеранских, ксеротермних биљака. Вегетација шибљака развија се унутар шумске зоне (нпр. унутар екорегиона балканских мешовитих шума), али на оним биотопима где је развој шумске заједнице онемогућен (стрме падине, висока инсолација).
Вегетацијом шибљака најчешће доминира мали број врста — у источној Србији то су ендемореликт јоргован (Syringa vulgaris), белограбић (carpinus orientalis), степски бадем (Prunus tenella) и рашељка (Prunus mahaleb). Најистраженији шибљаци спадају у вегетацијске свезе Syringo-Carpinion orientalis Jacucs 1959. и Pruno tenellae-Syringion Jov. 1979.